# День Військово-Морських Сил Збройних Сил України
День Військово-Морських Сил Збройних Сил України — професійне свято військовослужбовців і працівників Військово-Морських Сил Збройних Сил України. З 2015 року відзначається в першу неділю липня.

## Історія свята

### Свято Українського моря
Протягом 1919—1991 років за межами радянської України відзначали Свято Українського моря з нагоди підняття 29 квітня 1918 року українського прапора над кораблями Чорноморського флоту.
29 квітня 1919 року відбулося перше святкування дня Українського Державного Флоту в Коломиї. В урочистостях взяв участь Морський полк під командою полковника Гаврила Никогда.
У 1928—1941 роках свято відзначали в західноукраїнських землях, а з 1953 року — в українській діаспорі.

### Святкування після 1991
В період з 30 липня до 1 серпня 1996 року відбулися перші в історії Військово-Морських Сил України оперативно-тактичні навчання «Море-96» — на виконання навчальних завдань в море вийшли 14 бойових кораблів і суден забезпечення ВМС України, які взаємодіяли з морською і винищувальною авіацією та силами ППО Одеського військового округу. Всього в навчаннях взяло участь майже 2,5 тисяч військових моряків. В ході широкомасштабних навчань фрегат «Гетьман Сагайдачний», великий десантний корабель «Костянтин Ольшанський» з десантом морської піхоти на борту, корвети «Луцьк», «Вінниця», «Чернігів» і «Хмельницький», ракетний катер «Каховка», розвідувальний корабель «Сімферополь» та судна забезпечення у визначених районах Чорного моря відпрацювали взаємодію сил в ході операції з проводки конвою, виконали низку задач протичовнової оборони, з відбиття атаки повітряного десанту і ведення бою за висадку. Заключна фаза навчань відбулася 1 серпня в присутності і під керівництвом Президента України — Верховного Головнокомандувача Збройних Сил України Леоніда Кучми. Після завершення навчань було проведено парад кораблів ВМС на зовнішньому рейді Севастопольської бухти.
На прохання Військової Ради Військово-Морських Сил, на честь перших широкомасштабних навчань українського військового флоту, Указом Президента України N 708 від 17 серпня 1996 року 1 серпня було встановлено свято — День Військово-Морських Сил. В Указі зазначалося: «Ураховуючи значення Військово-Морських Сил як невід'ємної частини Збройних Сил України у захисті незалежності, територіальної цілісності України, постановляю: Установити в Україні свято — День Військово-Морських Сил, яке відзначати щорічно 1 серпня».
Вперше День ВМС України був святково відзначений 1 серпня 1997 року. В цей день на колишніх кораблях Чорноморського флоту ВМФ СРСР, що перейшли до складу ВМС, були урочисто підняті військово-морські прапори України. На перше в історії ВМС святкування Дня Військово-Морських Сил України в Севастополь прибули президент України Леонід Кучма, урядовці, міністр оборони України Олександр Кузьмук, народні депутати України, перші командувачі ВМС України Борис Кожин і Володимир Безкоровайний, делегації з областей України, зірки української естради. Святкування дня ВМС стало всенародним оглядом бойової готовності українського флоту і визначенням його авторитету в Україні. Воно засвідчило перемогу не лише військових моряків, а всього народу у виснажливій боротьбі за флот, за право України бути морською державою.
День ВМС 1 серпня щорічно відзначався у Військово-Морських Силах України до 2005 року. Але флотське свято часто випадало на будні дні, чим порушувалися флотські традиції. Виходило, що українські моряки святкують своє професійне свято в будній день, а російські моряки — у неділю напередодні. Президент України Віктор Ющенко вирішив виправити ситуацію. Указом Президента України N 259 від 24 березня 2006 року враховуючи побажання військових моряків Днем Військово-Морських сил Збройних Сил України було визначено першу неділю липня. В Указі визначалося: «…з метою відродження національних морських традицій та враховуючи роль Військово-Морських Сил Збройних Сил України у забезпеченні обороноздатності держави…».
Протягом шести років свято окремо не відзначалося: День Військово-Морських Сил Збройних Сил України був скасований у 2008 році Указом президента України «Про День флоту України». Після приходу до влади Віктор Янукович своїм указом переніс святкування Дня флоту України на останню неділю липня, таким чином поєднавши його з святкуванням дня Військово-Морського Флоту Росії.
Свято, відновлене 12 червня 2015 року Указом президента України Петра Порошенка, буде святкуватись в першу неділю липня. Деякі експерти вважають, що повернення свята українських моряків на початку липня пов'язане з тим, аби не святкувати День військового флоту разом з країною-агресором.

## Видатні дати, пов'язані з Днем ВМС України
З усіх найбільш значних дат в історії українського морського флоту, саме на липень припадають найбільш значні дати:
- 29 квітня 1918 — піднесення українського прапора над кораблями Чорноморського флоту.
- 15 липня 1918 — оголошення закону про уніформу для українського флоту;
- 18 липня 1918 — прийняття закону про Військово-морський прапор України;
- липень 1918 — створення постійнодіючого з'єднання Військово-морського Флоту Української держави — бригади тральщиків;
- 21 липня 1992 — перехід сторожового корабля СКР-112 під юрисдикцію України;
- 30 липня 1996 — проведення перших оперативно-тактичних навчань ВВМС України під прапором Верховного Головнокомандувача Збройних Сил України «Море-96».

Найвагомішою з історичних подій для встановлення дати святкування Дня Військово-Морських Сил в Україні визнаний морський похід і перемога київського князя Олега під Константинополем в червні — липні 907 року.